# Caja (instrumento musical)
La caja, tarola o caja clara es un instrumento de percusión de sonido indeterminado. Según la clasificación Hornbostel-Sachs, pertenece a la familia de los membranófonos. Es un tambor, usualmente de poca altura, con hebras llamadas bordones dispuestas diametralmente en la membrana inferior, las cuales le proporcionan su característico timbre más estridente y metálico que el del tambor común. Al músico que toca la caja se le llama a su vez, por asociación, caja, y tiene formación de percusionista. Este instrumento se usa en orquesta, en bandas de música y es una parte fundamental de la batería. 
El nombre caja deriva del latín capsa. La terminología es habitualmente confusa y se difumina a menudo también con otros términos como redoblante, tambor militar o tarola. Cabe destacar que, en orquesta, la traducción de las diferencias de significado en cada idioma es también problemática, lo que dificulta a menudo identificar los diferentes tipos de caja indicados en las partituras. Esta profusión de términos se debe a la variada gama de instrumentos parecidos existentes, según el ambiente en el que haya evolucionado desde algún otro tambor más primitivo. De forma general, se puede denominar tambor a los instrumentos de percusión que hacen vibrar una o dos membranas al ser golpeados.

## Composición

### Casco
La caja está compuesta por un cilindro recto llamado casco. Puede ser de madera, metal u otros materiales. Cada madera proporciona un timbre distinto a la caja, siendo las maderas de arce y abedul las más utilizadas. Respecto al metal, los más empleados son el latón, el bronce y el acero.
Las bases del casco son dos membranas llamadas parches. Estos están sujetos a unos aros interiores a los bordes y se tensan mediante otros aros exteriores y unos tensores. Los aros son generalmente metálicos, aunque también existen variedades en madera. La tensión en las membranas se consigue mediante varillas metálicas con tornillos que actúan independientemente en cada parche. Para apretar estos tornillos se utiliza una llave especial.
En las cajas usadas para orquesta o batería las medidas más usuales del casco son 35 cm de diámetro y 15 cm de profundidad. También pueden utilizarse cajas auxiliares de otros diámetros o alturas, por ejemplo las denominadas piccolo, con un diámetro convencional (33-35 cm) pero poca profundidad (7-8 cm). Asimismo, las cajas soprano constan de profundidad convencional (12-17 cm) pero diámetro pequeño (25-30 cm). Por otra parte, en varios países, es usual que en las cajas usadas para marchas militares se utilicen alturas mayores, para así poder conseguir un sonido más profundo y potente, necesario para el uso exterior.

### Parches
Antiguamente, los parches se fabricaban con pieles de animales. Este tipo de material hace que los parches varíen sensiblemente con la presión, humedad y temperatura, y que tengan que ser reafinados o cambiados con cierta asiduidad. Desde la introducción de los parches de plástico a finales de la década de 1950, estos problemas se minimizaron, además de que se pudo reducir el coste de cada parche. Sin embargo, hay quien defiende que el sonido más suave de los fabricados en piel es preferible para tocar matices muy pianos. Actualmente, los parches están compuestos por una o varias capas de plástico o poliéster, generalmente mylar.

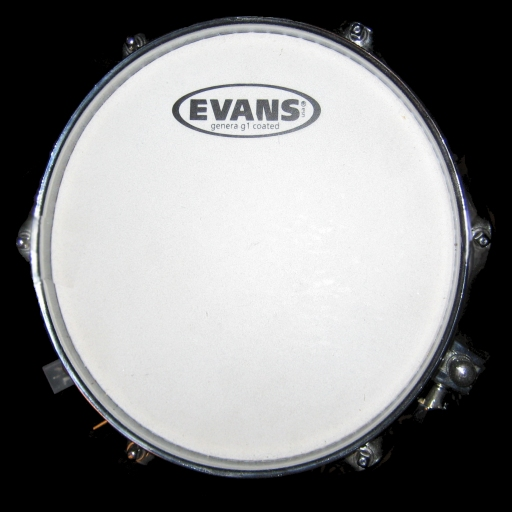
Parche blanco con texturas rasposas, montado en una caja.

El espesor de un parche se mide en milésimas de pulgada, variable que afecta a la durabilidad y a la sensibilidad del parche. La durabilidad de un parche es directamente proporcional al grosor, es decir, a más grosor más durabilidad tendrá un parche. En cuanto a su sensibilidad, el grosor juega un papel importante: un parche delgado responderá a golpes suaves, al mismo tiempo que se puede dañar al imprimirle demasiada fuerza. Hay que añadir que, como regla general, el parche inferior, llamado también de resonancia o de bordones, debe de ser más fino que el superior, también denominado batidor o de redoble, para que responda rápidamente ante la vibración del bordonero.
Otras variables influyen también en el parche. Cada diseño consigue un sonido ligeramente diferente, lo que afecta a los armónicos del parche:
- Parche con texturas rasposas (coated): el parche se rocía con cierto material. La textura consigue que los parches respondan mejor al uso de escobillas, si bien estos son ligeramente más pesados que un parche sin textura. Se utilizan con frecuencia en jazz.

- Parche con puntos: se le añade un círculo central de mylar al parche, aproximadamente de unos 10-25 cm de diámetro. Con ello se trata de conseguir un mayor grosor y durabilidad.

Asimismo, existe más variedad de modelos desarrollados por los fabricantes, como son los parches hidráulicos o con orificios de ventilación. Algunas de las marcas más conocidas de parches son Remo, Evans, Aquarian y Attack.

### Bordones

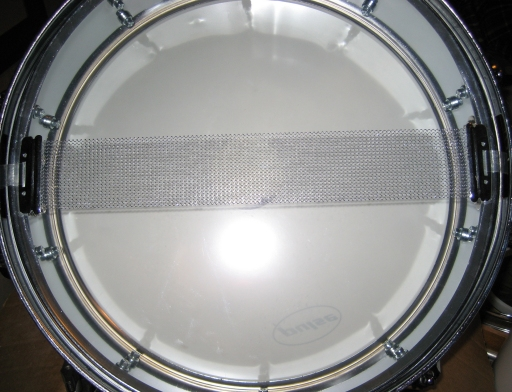
Vista de los bordones y el parche inferior (transparente).

En contacto con el parche inferior se encuentra el bordonero, también denominado bordonera o entorchado, que no es más que el conjunto de hilos (bordones) que recorren de lado a lado el casco. Estos vibran conjuntamente con el parche inferior al batir el superior, lo cual le confiere al instrumento su timbre y sonido distintivos, con una especie de zumbido. Para la fabricación de los bordones pueden utilizarse diversos materiales, aunque usualmente se fabrican en alambre rizado, cable metálico, tripa o nailon. 
Los bordones pueden vibrar por simpatía al entrar en resonancia con otros instrumentos. Este fenómeno se produce cuando otro instrumento emite un sonido con una frecuencia determinada, sin haber golpeado el parche batidor de la caja, por lo que se ha de procurar anular los bordones si el efecto es indeseado. Un truco extendido es usar una cinta adhesiva cerca de los bordes en el bordonero, o una cuña entre los bordones y el parche, con el fin de reducir esta vibración.
Existe también variedad de bordoneros, con diferente número de filas de bordones, longitud, así como diversos mecanismos para su acción y sujeción. Los bordones pueden anularse típicamente mediante una palanca solidaria y articulada en el lateral que separa los bordones del parche. Para su sujeción y tensión se suelen utilizar, entre otros medios, tornillos o un mecanismo de rosca ajustable en el extremo opuesto del casco. Algunas cajas, sobre todo militares, a menudo constan incluso de un segundo set de bordones en el lado inferior del parche batidor.

## Sonido

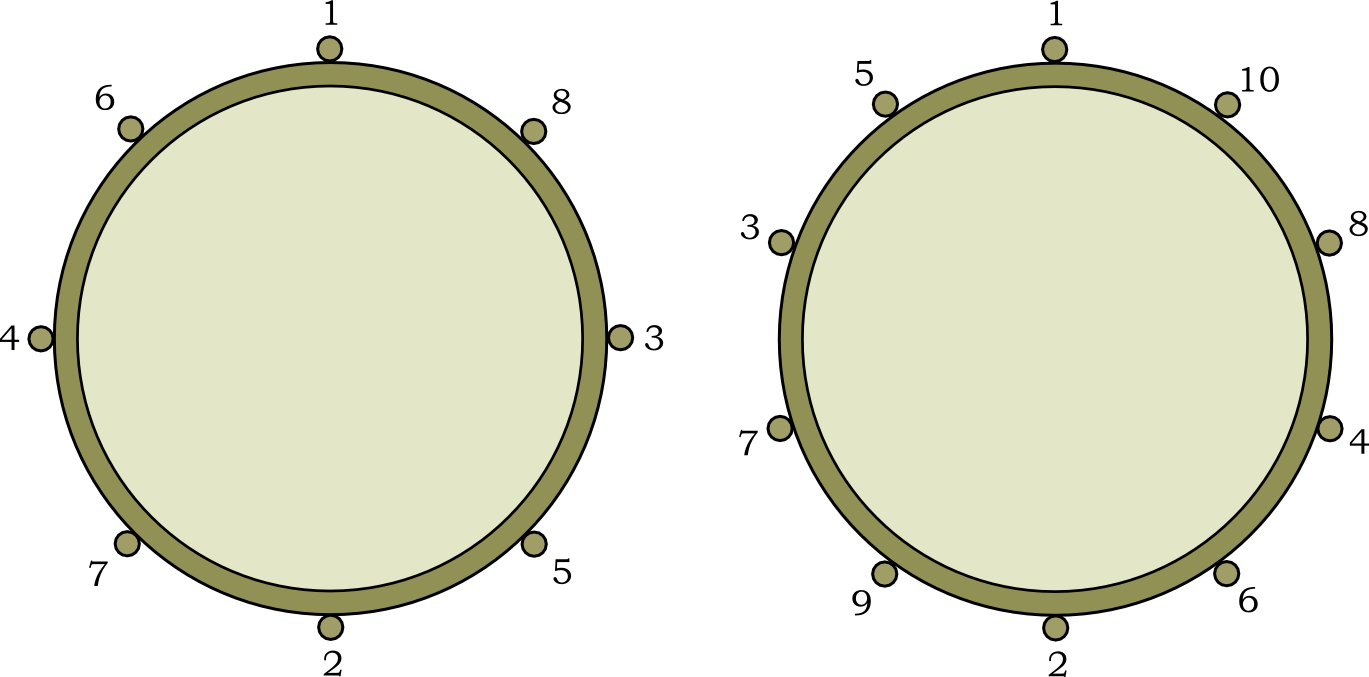
Afinación en estrella de cajas de 8 y 10 tornillos respectivamente.

El sonido de la caja viene determinado principalmente por el parche y el diámetro y altura del casco, así como también por la afinación, ángulo de los aros y materiales de los que esté compuesta. El uso de bordones es lo que le proporciona su característico timbre, similar a un zumbido. Por su parte, los parches más gruesos producen débilmente los armónicos altos, por lo que su sonido resultante es más grueso que con los parches finos a una misma tensión. Los parches finos, al contrario, producen un sonido más brillante y con un ataque más definido. Se puede conseguir atenuar determinados armónicos (y con ello reducir el volumen sonoro) mediante una sordina. Si no se dispone de una sordina es muy común utilizar para asordinar, en el parche superior, cinta adhesiva o un pañuelo, trapo o similar.
La caja puede afinarse modificando la tensión de sus parches. Se suele utilizar una afinación en estrella; es decir, apretando alternativamente los tornillos opuestos, para así intentar tensar de igual manera todas las partes del parche y conseguir una misma afinación.

### Baquetas

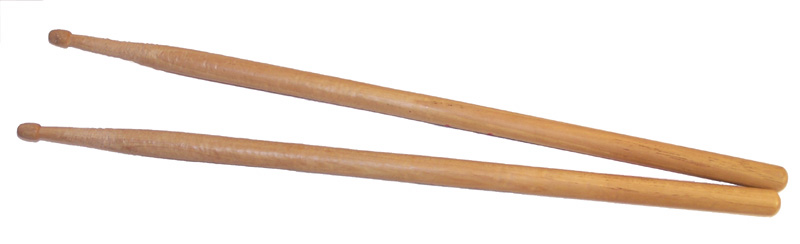
Baquetas de madera.

Para hacer sonar la caja se golpea generalmente con unas baquetas o palillos. Las baquetas usadas para caja comúnmente están fabricadas en madera, aunque también existen modelos en fibra de carbono y plástico. Sobre las de madera, las más usadas son roble, nogal y arce. Para la elaboración de la punta se dispone también de versiones con la punta de nailon en lugar de madera, lo que las hace más durables y que la caja tenga un sonido más agudo o brillante. Las baquetas se diferencian por su material, por su longitud, por su grosor y por la forma de su punta. Estos factores variarán la respuesta, la duración, la absorción de impactos y el sonido que emitirá el parche. 
De manera meramente orientativa, las baquetas utilizadas para orquesta son más finas, para conseguir precisión en el toque, mientras que las utilizadas para ejecutar marchas militares en el exterior suelen ser más gruesas, facilitando más volumen en el sonido y resistencia de la baqueta. Con respecto a su uso en batería, las baquetas usadas para jazz suelen ser generalmente más ligeras y finas que las usadas para rock.
Por otra parte, sobre todo en el jazz, es normal encontrar escobillas (brushes), las cuales proporcionan una suave vibración de los bordones. Son baquetas compuestas de multitud de varillas metálicas, o bien de 7, 9, 12 o más varillas de madera enfundadas en láminas de nailon. Por último, en algunas ocasiones se hace uso incluso de las manos para determinados efectos, como por ejemplo para interpretar matices piano.

## Historia

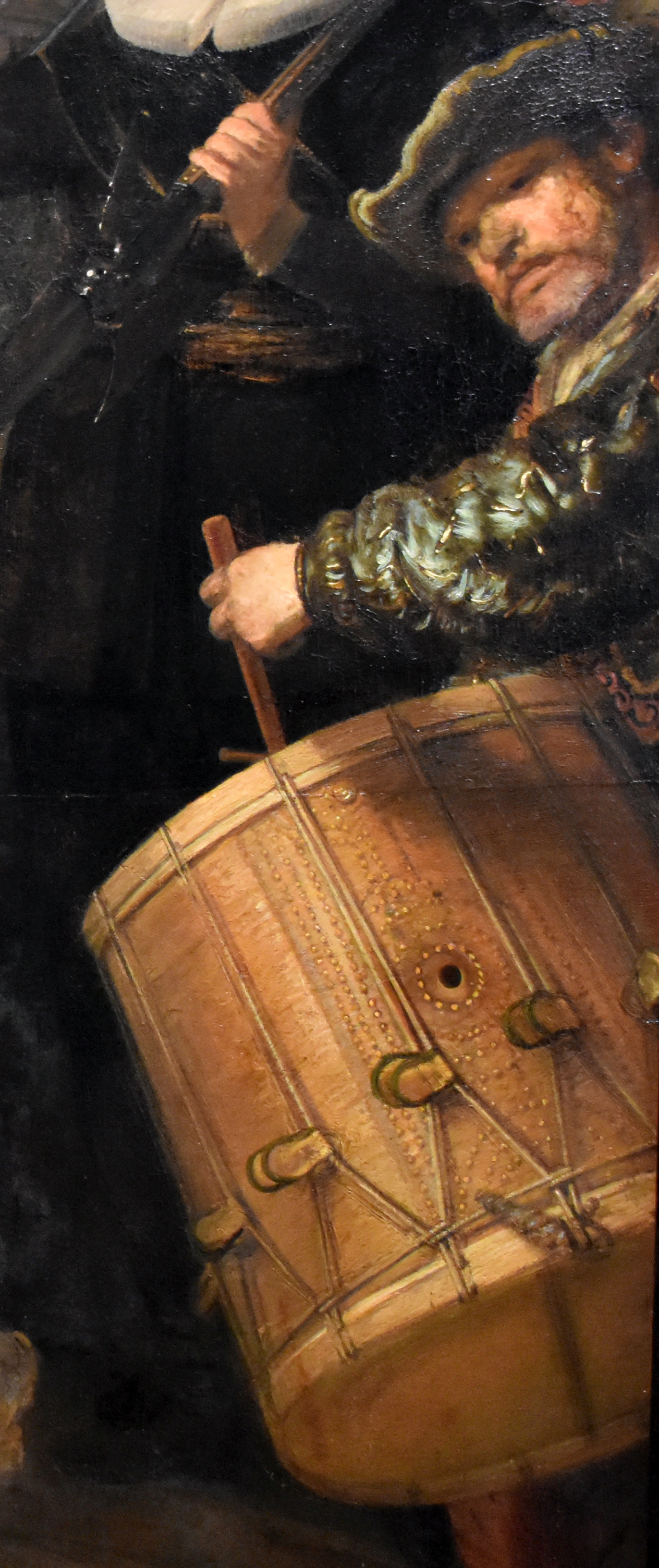
Tambor de lado en La ronda de noche, de Rembrandt.

La construcción de tambores con bordones puede remontarse hasta las civilizaciones egipcia, arábiga y asiria. Usualmente, en Egipto, los bordones estaban situados en ambos parches, y eran fabricados con tripa de gato.
En la Europa medieval, se tiene constancia de la existencia del uso de bordones alrededor de 1300 con el instrumento denominado tambor. Su utilización se extendió ampliamente por toda la Europa medieval y se convirtió en el tambor más comúnmente usado. Se introdujo a través de dos vías: por España a través de los árabes y por el norte de Europa a través de los turcos; dos versiones que diferían en su forma, pero que básicamente utilizaban el mismo proceso de producir sonido. Consistía en un tambor de dos parches, con un único bordón situado encima del parche superior, y normalmente se tocaba con una única baqueta. Este instrumento tuvo un amplio rango de tamaños a través de los distintos lugares y épocas, sin llegar a tener una forma definitiva. Por ejemplo, el tambor inglés era de poca profundidad, mientras que el tambourín de Provenza, usado en Francia, era mucho más profundo. Otros tamboriles medievales, particularmente en España, tenían un diámetro aproximadamente igual a su profundidad. Su uso era principalmente el militar, aunque también se utilizaba un tambor más pequeño como instrumento folclórico, acompañado usualmente de la flauta de tres agujeros.
Versiones más grandes del tamboril desembocaron en un instrumento denominado tambor de lado (side drum). En el siglo XV los regimientos de mercenarios suizos adoptaron su uso colgando el tamboril en el lado izquierdo (de ahí su nombre) mediante una correa de hombro o cinturón, lo cual se expandió por toda Europa. A diferencia del tamboril, el tambor de lado se tocaba normalmente con dos baquetas y, alrededor del siglo XVI, el bordón se trasladó debajo del parche inferior. En este contexto se produjo un avance significativo en cuanto al desarrollo de la técnica empleada para tocar la caja, principalmente mediante la introducción del uso de rudimentos. Por lo general, las baquetas utilizadas en este periodo eran más pesadas y frecuentemente más cortas que las usadas hoy en día.

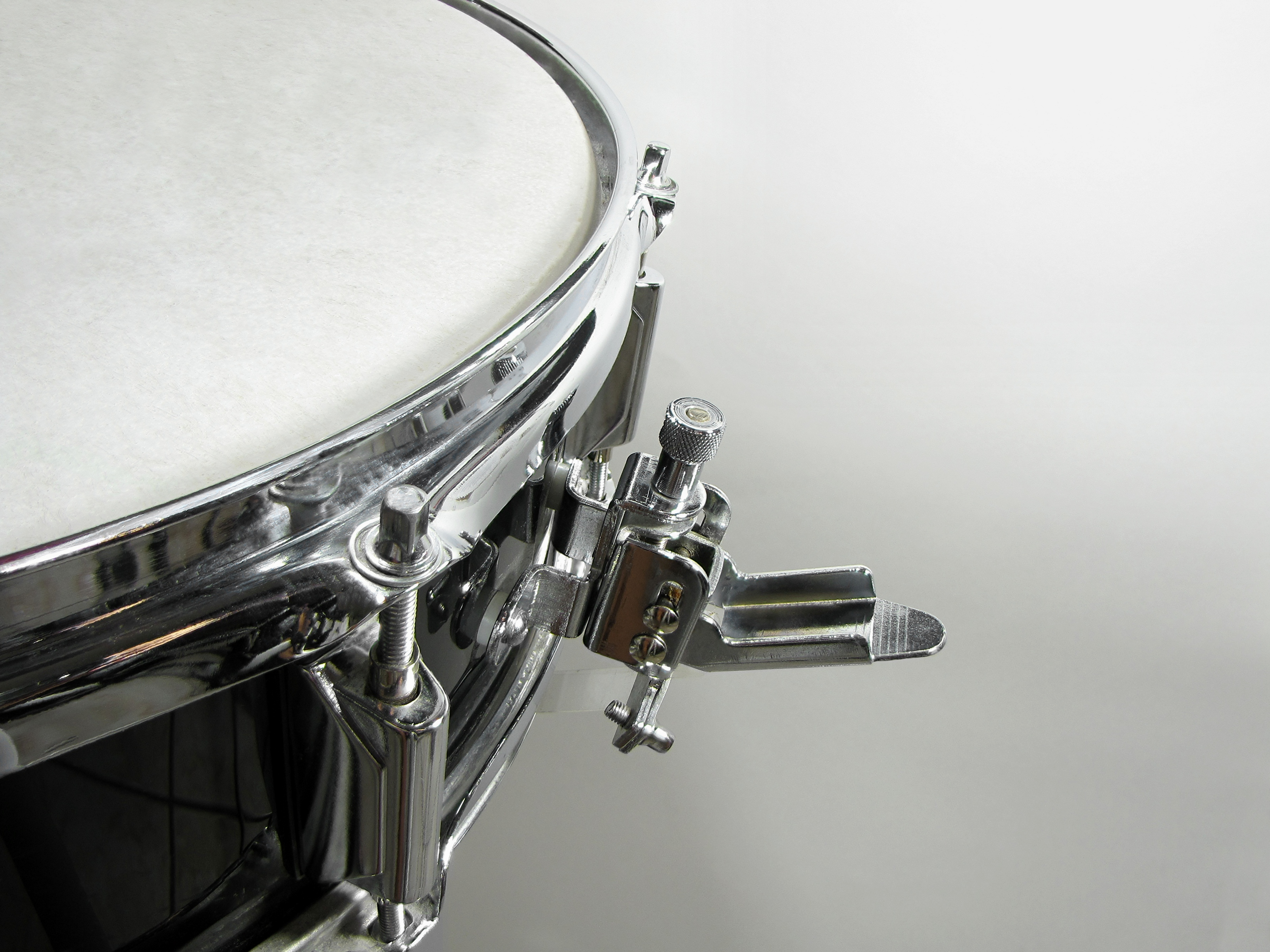
Mecanismo para habilitar los bordones.

Más tarde, en el siglo XVII, se desarrollaron nuevos métodos de tensión que permitieron que se pudieran apretar los bordones con tornillos, lo que cambiaba el ruido de los bordones de tripa por uno más semejante a un chasquido. Sobre 1837, los tornillos también comenzaron a reemplazar la tensión por cuerdas y permitieron un incremento en la tensión de los parches y la posibilidad tanto de una ejecución más rápida como de ritmos más complejos. Alrededor de 1850, las cajas se comenzaron a fabricar en metal y se redujo su tamaño nuevamente, consiguiéndose así un sonido más brillante.
A pesar de que ya se podía controlar la tensión de los bordones mediante tornillos, no fue hasta principios del siglo XX cuando Robert Dansly creó para la Ludwig drum company un modo de anular los bordones instantáneamente para permitir que la caja se pudiera tocar como tom-tom a placer. Esto permitió su uso para efectos especiales o para evitar que los bordones resonaran a causa de otros instrumentos.

### Música orquestal
Con la intención de dotar de ritmo y sonoridad a las composiciones se ha intentado introducir en la orquesta tambores de todo tipo. La caja se aceptó de manera clara, como se puede observar en cualquier orquesta contemporánea, pasando a complementar al timbal. Sin embargo, mientras que se ha establecido la figura del timbalista de orquesta como percusionista especializado en la ejecución del timbal, no se ha establecido como tal la figura del caja, ya que la técnica de su ejecución es paralela a la mayoría de membranófonos que un percusionista debe tocar. En su uso orquestal, la caja se apoya comúnmente de forma horizontal en un trípode, también llamado «pie». Típicamente, la notación de la caja se suele representar en un pentagrama en el tercer espacio (comenzando desde abajo), aunque también se puede escribir en una sola línea.
El primer uso de la caja del cual se tiene constancia fue en el Barroco por el compositor francés Marin Marais en una escena de tormenta de su ópera Alcyone (1706). Gioachino Rossini incluyó la primera escritura del redoble en un solo de La gazza ladra en 1817, utilizando el instrumento incluso como solista, tras lo cual se le conoció con el sobrenombre de tamburossini. Por otra parte, Hector Berlioz llegó a usar hasta seis cajas en su Marcha Fúnebre de Hamlet, utilizando también cajas sin bordón, característica que más tarde se convirtió en habitual.
Se pueden citar algunos usos notables de la caja, en obras de Nikolái Rimski-Kórsakov (Capricho español y Scherezade), Prokófiev (Pedro y el lobo y El teniente Kijé) o Maurice Ravel, con su famoso Bolero.

### En España

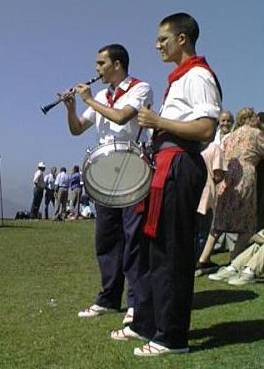
Tamboritero acompañando al pitu montañés en Cantabria.

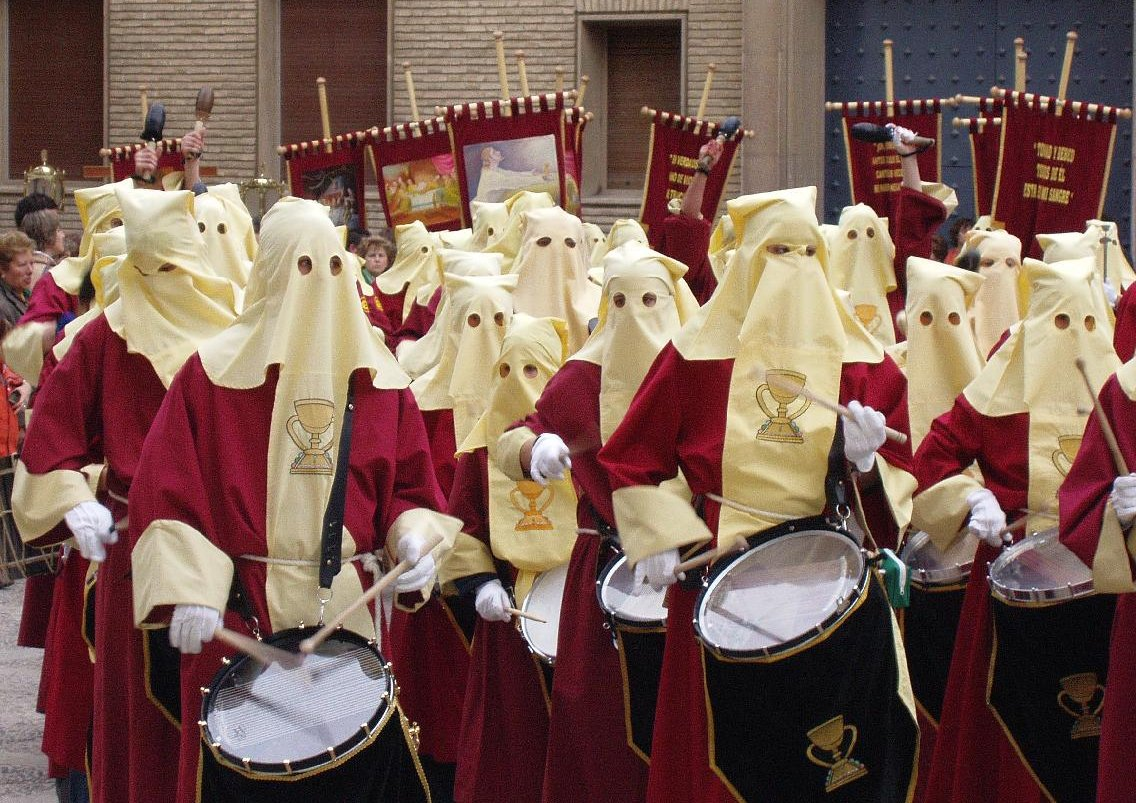
Tambores en la Semana Santa de Huesca.

Algunos descendientes del tambor se han utilizado tradicionalmente en España como instrumento acompañante de la dulzaina o de algún otro instrumento de viento popular (como la flauta). Tal y como se ha indicado anteriormente, la terminología dista mucho de ser uniforme y existen muchos vocablos y variantes para este tipo de instrumentos, como el tamboril o tabalet. Por otra parte, en las comedias españolas, principalmente del siglo XVI y del XVII, la caja era uno de los instrumentos más usados en las elementales intervenciones instrumentales.
La tradición popular de los tambores es totalmente diferente de la anterior militar, adaptándose su uso y evolucionando según la actividad en la que fueran empleados. Estas actividades son de muchísimos tipos, destacando las tradiciones religiosas y las festivas. Respecto a las tradiciones religiosas, destaca el uso de tambores y cajas en diversos actos de Semana Santa, como las marchas procesionales. En diferentes puntos de España es tradición la celebración de grandes concentraciones de tamborileros, fiestas denominadas «tamborradas» o «tamboradas». Destaca también la Ruta del tambor y el bombo del Bajo Aragón y la Ruta del tambor del Sureste Español, fiestas declaradas de Interés Turístico Nacional.

## En la actualidad

### Música popular
Desde la invención de la batería, a principios del siglo XX, la caja ha sido una parte integrante vital en su composición. Por ende, está presente en la mayoría de géneros musicales más populares, como son el rock o el pop, pasando por el jazz o la Música de América Latina.
Igualmente, en numerosas agrupaciones musicales, como por ejemplo las bandas de música, es imprescindible como instrumento integrante, especialmente para marcar el ritmo. Se suele llevar en varias posiciones. De entre ellas, la posición más clásica consiste en colgar la caja con una correa al hombro, tal que el instrumento queda inclinado sobre la cintura. Para sujetar las baquetas, lo más cómodo en este caso, para no forzar la muñeca, es utilizar la manera tradicional. El instrumento también se puede mantener en posición horizontal, mediante una correa en la cintura, o cruzada a la espalda.

### Música militar

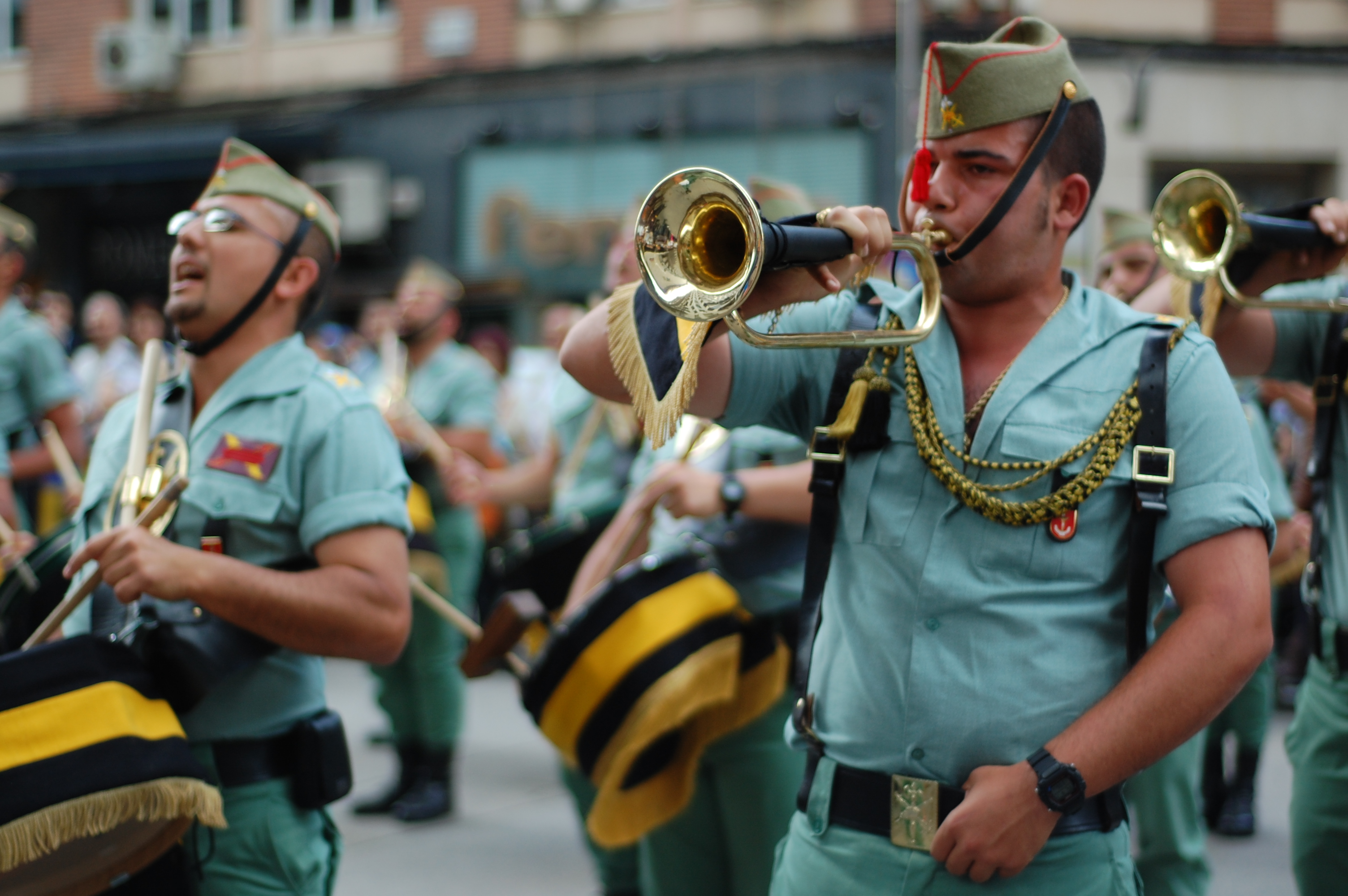
Banda militar en un desfile.

En el plano militar, su uso sigue siendo importante para la ejecución de marchas, habiéndose adaptado a las bandas militares también bombos, platillos y liras. El empleo de cajas sin bordón consigue un sonido retumbante y un efecto de lejanía y se utiliza tradicionalmente para señalar actos fúnebres o de inmenso dolor, como expulsar del regimiento a quien haya cometido una falta grave.
A lo largo del mundo existen bandas denominadas drum corps, descendientes de las bandas militares, que están compuestas habitualmente por una mayoría de tambores. En muchas ocasiones llegan a exhibir un gran nivel de virtuosismo y sincronización, y sus componentes suelen participar en competiciones, tanto grupales como individuales, mostrando un alto nivel técnico. Ejemplos de estas bandas son The Cavaliers, Blue Devils o Phantom Regiment.

## Técnica instrumental

### Golpe
En la técnica de acentuación existen cuatro golpes básicos:
- De brazo (full stroke): la baqueta comienza arriba y, tras el golpe, termina arriba.
- De muñeca (tap stroke): la baqueta comienza abajo y, tras el golpe, termina abajo.
- Up stroke: de abajo arriba.
- Down stroke: de arriba abajo.

La baqueta también puede golpearse para conseguir otros efectos diversos. Algunos de ellos son:
- Rimshot: se golpea al mismo tiempo el aro y el parche con la baqueta. Se consigue así un sonido similar a un disparo.[27]
- Cross stick: mientras una baqueta se coloca desde el centro del parche apoyada en el aro, se la golpea con la otra. Usado en percusión latina para imitar las claves o en percusión orquestal para conseguir un sonido parecido al rimshot pero más preciso.[27]
- Golpes al aro.
- Golpes al casco.

### Agarre

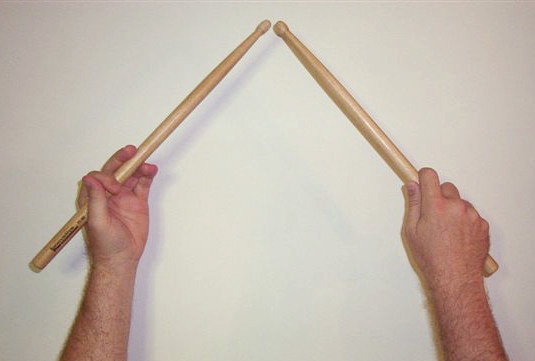
Agarre tradicional.

Se han diferenciado dos posiciones distintas de agarre de las baquetas: tradicional (traditional grip) y paralelo (matched grip). Este último es el más común entre los percusionistas modernos.
- Agarre tradicional: esta sujeción proviene de la manera en la que el tambor se llevaba colgado a un hombro, en una posición oblicua. Para este agarre la baqueta de la mano izquierda se sostiene encima de la mano con la palma hacia arriba, lo cual resulta más cómodo al tocar con el instrumento ladeado.[28][29]

- Agarre paralelo: en esta posición las dos baquetas se sostienen de la misma manera, con la baqueta sujetada por los dedos pulgar e índice y descansando en los demás dedos.[30] Existen tres variantes de este agarre: francés, alemán y americano.[31]

### Rudimentos
Los rudimentos son conjuntos de patrones básicos usados a menudo en la caja. Estos patrones forman los bloques básicos de la técnica de caja y se pueden combinar de muy diversas formas. Ha habido muchos intentos de formalizar una lista estándar de rudimentos para caja y, finalmente, la Percussive Arts Society organizó una lista con los 40 rudimentos esenciales, los cuales incluyen la lista estándar de 26 rudimentos estadounidenses.
Algunos de los más importantes son:
- Redoble[33] (roll)
- Mordente (flam)
- Paradiddle